# Здание Генерального штаба (Москва)
Здание Генерального штаба Вооружённых Сил Российской Федерации — административное здание, расположенное в Центральном административном округе города Москвы в районе Арбат по адресу: улица Знаменка, дом 14/1.
Построено в 1979—1987 годах. Архитекторы: М. В. Посохин (главный архитектор Москвы в 1960—1982 годы), Ю. В. Попов, Н. Г. Минаев. Инженеры: С. Я. Школьников, В. С. Николаев.

## История

Арбатская площадь до строительства здания Генерального штаба

Для расчистки места под здание были снесены строения на Знаменке, Воздвиженке, Арбатской площади, в переулках. В частности, был разрушен дом, где жили в молодости друзья Николай Рубинштейн и Пётр Чайковский, а также гостиница, где жил Сергей Рахманинов.
Во дворе Генштаба расположен наземный вестибюль станции метро «Арбатская» Арбатско-Покровской линии. При строительстве Генштаба были устроены новые выходы из вестибюля через здание в сторону Воздвиженки, а старые, на Арбатскую площадь, были закрыты.

## Архитектура
Здание Генерального штаба занимает целый квартал. Один из его фасадов обращён на Арбатскую площадь. В здании восемь этажей. Стены отделаны мрамором, уральским камнем — змеевиком и гранитом. Фасады имеют горизонтальное и вертикальное членение. В лаконичной строгости архитектуры модернизма, в целом характерной для советских административных зданий 1960—1970-х годов, к 1980-м стали проступать черты постмодернизма, в данном случае проявившиеся в декоративном оформлении порталов и в рисунке венчающей части сооружения.

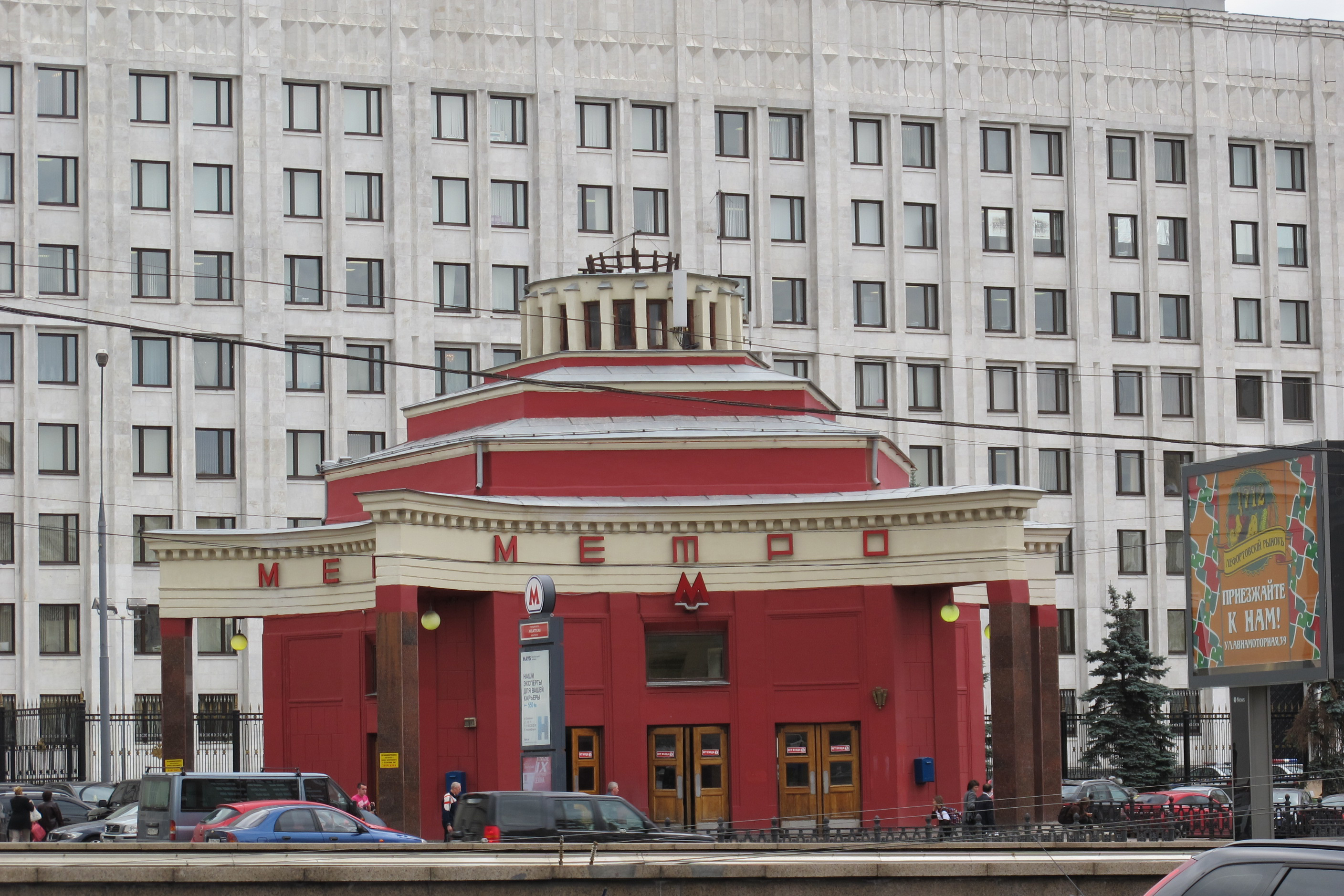
Вестибюль станции «Арбатская» на фоне здания Генерального штаба
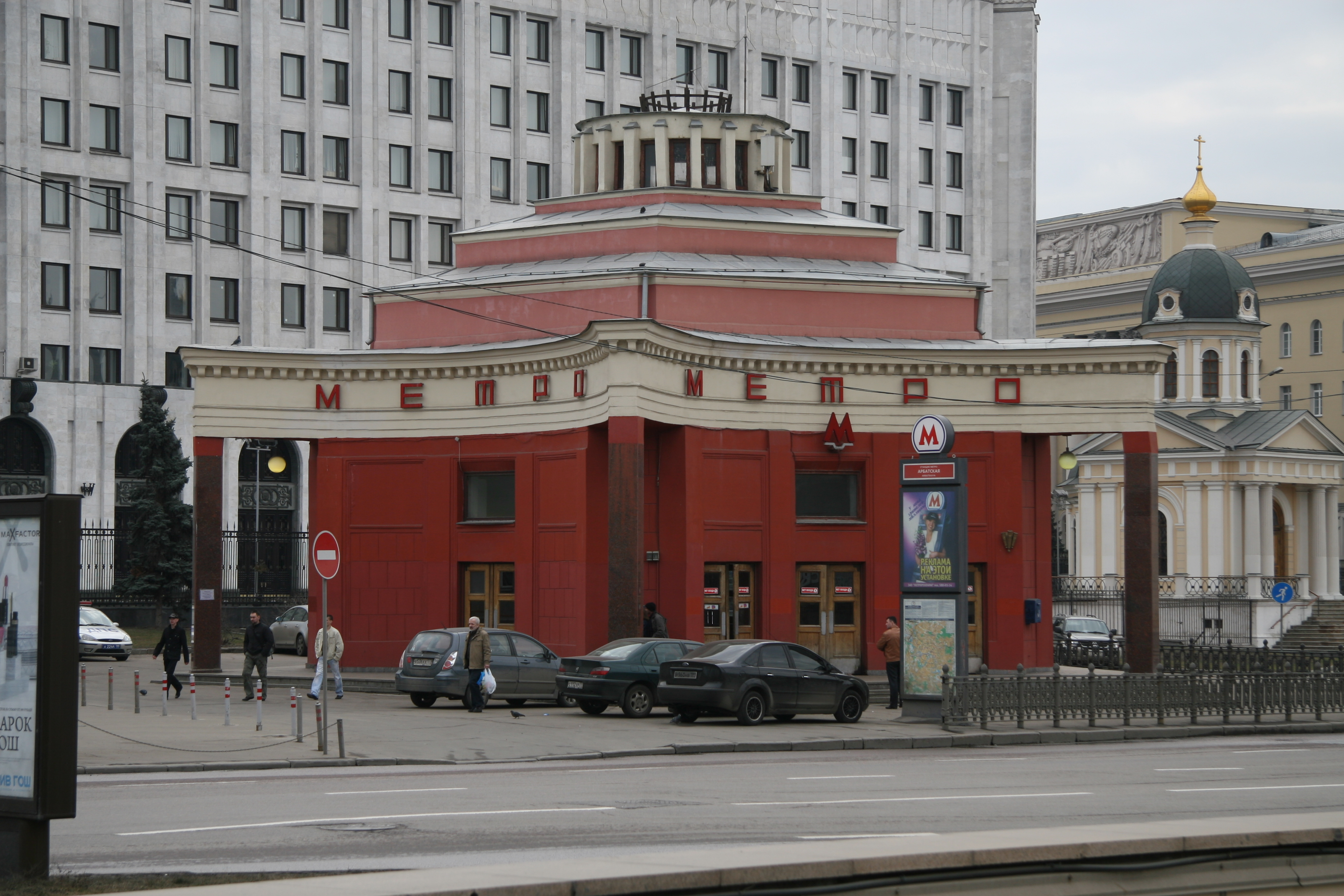